# Koh-Lanta: Raja Ampat
Koh-Lanta: Raja Ampat fue un reality show francés, esta es la 11.da temporada del reality show francés Koh-Lanta, transmitido por TF1 y producido por Adventure Line Productions. Fue conducido por Denis Brogniart y se estrenó el 9 de diciembre de 2011 y finalizó 16 de diciembre de 2011. Esta temporada fue grabado en Indonesia, específicamente en el archipiélago de Raja Ampat y contó con 20 participantes. Gérard Urdampilleta es quien ganó esta temporada y así obtuvo como premio € 100.000.
Esta temporada contó con 20 participantes divididos en 2 tribus; la primera es la tribu Mambok representada por el color rojo y la segunda es Wasaï representada por el color amarillo. Esta temporada duró 41 días.

## Rodaje
Esta temporada iba a ser grabada en Japón, pero a causa del terremoto se pospuso esta temporada hasta mediados de 2011 cuando inician el casting.
Ya después de haber elegido que esta temporada sería grabada en el archipiélago de Raja Ampat, Indonesia, los primeros días de la aventura los participantes tuvieron que soportar unas 3 tormentas.

## Reglas e innovaciones
- Esta temporada tuvo a 20 participantes divididos en 2 tribus el Mambok y Wasai, cada tribu integrada por 8 participantes, los 4 restantes fueron ingresando a medida que avanzaba el programa.

- En esta temporada se implementa una nueva regla en el formato del programa; el Voto Negro que consiste en que cuando un participante es eliminado puede votar por un candidato restante.

- La mayoría de las pruebas son acuáticas.

## Equipo del Programa
- Presentadores: Denis Brogniart lidera las competencias por equipos y los consejos de eliminación.

## Participantes
| Participante                                       | Edad | Tribu Original | Tribu Fusionada                 | Resultado Final              |
| -------------------------------------------------- | ---- | -------------- | ------------------------------- | ---------------------------- |
| Gérard Urdampilleta Jardinero.                     | 41   | Mambok         | Unificada                       | Ganador de Koh-Lanta         |
| Teheiura Teahui Cocinero.                          | 33   | Wasai          | Unificada                       | 2.° lugar de Koh-Lanta       |
| Laurent Maistret Modelo.                           | 29   | Mambok         | Unificada                       | 18.vo Eliminado de Koh-Lanta |
| Ella Gbezan Estudiante de Psicología.              | 25   | Mambok         | Unificada                       | 17.mo Eliminada de Koh-Lanta |
| Martin Bazin Emprendedor.                          | 23   | Mambok         | Unificada                       | 16.to Eliminado de Koh-Lanta |
| Alexandra Pouillon Guía Turística de Museo.        | 29   | Wasai          | Unificada                       | 15.ta Eliminada de Koh-Lanta |
| Patricia Morel Chica Scout.                        | 36   | Wasai          | Unificada                       | 14.ta Eliminada de Koh-Lanta |
| Virginie Jarry Provisional.                        | 32   | Mambok         | Unificada                       | Abandona Por lesión          |
| Florence Delbarre Reuter Profesora.                | 39   | Mambok         | Unificada                       | 12.da Eliminada de Koh-Lanta |
| Olivier Moenaert Comerciante.                      | 43   | Mambok         | Unificada                       | 11.ro Eliminado de Koh-Lanta |
| Anthony Amar Instructor de aptitud.                | 23   | Wasai          | Unificada                       | 10.mo Eliminado de Koh-Lanta |
| Maxime Boulet Estudiante de ciencias políticas.    | 20   | Mambok         |                                 | 9.no Eliminado de Koh-Lanta  |
| Caroline Matteucci Emprendedora.                   | 40   | Wasai          | 8.va Eliminada de Koh-Lanta     |                              |
| Délisia Fettache Facilitadora en un centro social. | 21   | Wasai          | 7.ma Eliminada de Koh-Lanta     |                              |
| Benoit Mahieux Contador.                           | 31   | Wasai          | 6.to Eliminado de Koh-Lanta     |                              |
| Naouel Hadjaf Futbolista.                          | 25   | Wasai          | Abandona Por motivos personales |                              |
| Gérard "Gégé" Icardi Gerente de un parque.         | 65   | Wasai          | 4.to Eliminado de Koh-Lanta     |                              |
| Steve Lemercier Asistente de seguridad.            | 24   | Wasai          | Abandona Por motivos personales |                              |
| Catherine Barnier Jefe de Contabilidad.            | 53   | Mambok         | 2.da Eliminada de Koh-Lanta     |                              |
| Lisa Legouverneur Comerciante.                     | 25   | Mambok         | 1.ra Eliminada de Koh-Lanta     |                              |

## Desarrollo

### Competencias
| Episodio | Emisión                  | Bienestar                   | Inmunidad     | Eliminado | Salida |
| -------- | ------------------------ | --------------------------- | ------------- | --------- | ------ |
| 1        | 9 de septiembre de 2011  | Wasai                       | Wasai         | Lisa      | Día 3  |
| 2        | 16 de septiembre de 2011 | Wasai                       | Mambok        | Gege      | Día 6  |
| 3        | 23 de septiembre de 2011 | Mambok                      | Wasai         | Catherine | Día 9  |
| 4        | 30 de septiembre de 2011 | Mambok                      | Mambok        | Benedicto | Día 12 |
| 5        | 14 de octubre de 2011    | Wasai                       | Mambok        | Delisia   | Día 15 |
| 6        | 21 de octubre de 2011    | Mambok                      | Mambok        | Caroline  | Día 18 |
| 7        | 28 de octubre de 2011    | Wasai                       | Teheiura      | Anthony   | Día 21 |
| 8        | 4 de noviembre de 2011   | Martin                      | Ella          | Oliva     | Día 24 |
| 9        | 10 de noviembre de 2011  | Teheiura                    | Martin        | Florencia | Día 27 |
| 10       | 18 de noviembre de 2011  | Teheiura                    | Laurent       | Martin    | Día 30 |
| 11       | 25 de noviembre de 2011  | Gerard                      | Teheiura      | Patricia  | Día 33 |
| 12       | 2 de diciembre de 2011   | Gerard                      | Martin        | Alexandra | Día 36 |
| 13       | 9 de diciembre de 2011   | Martin                      | Teheiura      | Martin    | Día 39 |
| Episodio | Emisión                  | Mensajes de prueba          | Consejo final | Ganador   | Salida |
| 14       | 16 de diciembre de 2011  | Teheiura / Gerard / Laurent | Gerard        | Gerard    | Día 41 |

### Jurado Final
| Participante | Puesto     | Vota por |
| ------------ | ---------- | -------- |
| Anthony      | 1° Miembro | Gerard   |
| Oliva        | 2° Miembro | Gerard   |
| Florencia    | 3° Miembro | Gerard   |
| Virginia     | 4° Miembro | Gerard   |
| Patricia     | 5° Miembro | Gerard   |
| Alexandra    | 6° Miembro | Teheiura |
| Martin       | 7° Miembro | Gerard   |
| Ella         | 8° Miembro | Teheiura |
| Laurent      | 9° Miembro | Gerard   |

## Estadísticas Semanales
| Participante | Episodio  | Episodio  | Episodio  | Episodio  | Episodio  | Episodio  | Episodio  | Episodio  | Episodio  | Episodio  | Episodio  | Episodio  | Episodio  | Episodio  |  |
| Participante | 1         | 2         | 3         | 4         | 5         | 6         | 7         | 8         | 9         | 10        | 11        | 12        | 13        | 14        |  |
| ------------ | --------- | --------- | --------- | --------- | --------- | --------- | --------- | --------- | --------- | --------- | --------- | --------- | --------- | --------- |  |
| Gerard       | Salvado   | Salvado   | Gana      | Gana      | Gana      | Gana      | Salvado   | Salvado   | Salvado   | Salvado   | Salvado   | Salvado   | Salvado   | Ganador   |  |
| Teheiura     | Gana      | Gana      | Salvado   | Salvado   | Salvado   | Salvado   | Inmune    | Salvado   | Salvado   | Salvado   | Inmune    | Salvado   | Inmune    | 2°.Lugar  |  |
| Laurent      | Salvado   | Salvado   | Gana      | Gana      | Gana      | Gana      | Salvado   | Salvado   | Salvado   | Inmune    | Salvado   | Salvado   | Salvado   | Eliminado |  |
| Ella         | Salvada   | Salvada   | Gana      | Gana      | Gana      | Gana      | Salvada   | Inmune    | Salvada   | Salvada   | Salvada   | Salvada   | Salvada   | Eliminada |  |
| Martin       | Salvado   | Salvado   | Gana      | Gana      | Gana      | Gana      | Salvado   | Salvado   | Inmune    | Eliminado | Reingresa | Inmune    | Eliminado |           |  |
| Alexandra    | Gana      | Gana      | Salvada   | Salvada   | Salvada   | Salvada   | Salvada   | Salvada   | Salvada   | Salvada   | Salvada   | Eliminada |           |           |  |
| Patricia     | Gana      | Gana      | Salvada   | Salvada   | Salvada   | Salvada   | Salvada   | Salvada   | Salvada   | Salvada   | Eliminada |           |           |           |  |
| Virginie     | Salvada   | Salvada   | Gana      | Gana      | Gana      | Gana      | Salvada   | Salvada   | Salvada   | Salvada   | Abandona  |           |           |           |  |
| Florence     | Salvada   | Salvada   | Gana      | Gana      | Gana      | Gana      | Salvada   | Salvada   | Eliminada |           |           |           |           |           |  |
| Olivier      | Salvado   | Salvado   | Gana      | Gana      | Gana      | Gana      | Salvado   | Eliminado |           |           |           |           |           |           |  |
| Anthony      | Gana      | Gana      | Salvado   | Salvado   | Salvado   | Salvado   | Eliminado |           |           |           |           |           |           |           |  |
| Maxime       | Salvado   | Salvado   | Gana      | Gana      | Gana      | Eliminado |           |           |           |           |           |           |           |           |  |
| Caroline     | Gana      | Gana      | Salvada   | Salvada   | Salvada   | Eliminada |           |           |           |           |           |           |           |           |  |
| Délisia      | Gana      | Gana      | Salvada   | Salvada   | Eliminada |           |           |           |           |           |           |           |           |           |  |
| Benoít       | Gana      | Gana      | Salvada   | Eliminado |           |           |           |           |           |           |           |           |           |           |  |
| Naouel       | Gana      | Gana      | Abandona  |           |           |           |           |           |           |           |           |           |           |           |  |
| Gege         | Gana      | Gana      | Eliminado |           |           |           |           |           |           |           |           |           |           |           |  |
| Steve        | Gana      | Gana      | Abandona  |           |           |           |           |           |           |           |           |           |           |           |  |
| Catherine    | Salvada   | Eliminada |           |           |           |           |           |           |           |           |           |           |           |           |  |
| Lisa         | Eliminada |           |           |           |           |           |           |           |           |           |           |           |           |           |  |

- Simbología
- Competencia en Equipos (Día 1-20)

     El participante pierde junto a su equipo pero no es eliminado.
     El participante pierde junto a su equipo y posteriormente es eliminado.
     El participante gana junto a su equipo y continua en competencia.
     El participante abandona la competencia.
     El participante es eliminado por los embajadores de ambas tribus.
Competencia individual (Día 21-41)
     Ganador de Koh Lanta.
     2°.Lugar de Koh Lanta.
     El participante gana la competencia y queda inmune.
     El participante pierde la competencia, pero no es eliminado.
     El participante es eliminado de la competencia.

## Audiencias
| Episodio | Fecha de emisión           | Espectadores | Horario       |
| -------- | -------------------------- | ------------ | ------------- |
| 1        | «9 de septiembre de 2011»  | 7.359.000    | 20:50 - 23:00 |
| 2        | «16 de septiembre de 2011» | 7.037.000    | 20:50 - 22:40 |
| 3        | «23 de septiembre de 2011» | 7.401.000    | 20:50 - 22:40 |
| 4        | «30 de septiembre de 2011» | 6.931.000    | 20:50 - 22:40 |
| 5        | «14 de octubre de 2011»    | 7.304.000    | 20:50 - 22:40 |
| 6        | «21 de octubre de 2011»    | 6.927.000    | 20:50 - 22:40 |
| 7        | «28 de octubre de 2011»    | 7.053.000    | 20:50 - 23:40 |
| 8        | «4 de noviembre de 2011»   | 7.328.000    | 20:50 - 22:40 |
| 9        | «10 de octubre de 2011»    | 6.844.000    | 20:50 - 22:40 |
| 10       | «18 de octubre de 2011»    | 7.210.000    | 20:50 - 22:40 |
| 11       | «25 de octubre de 2011»    | 7.362.000    | 20:50 - 22:40 |
| 12       | «2 de diciembre de 2011»   | 7.303.000    | 20:50 - 22:40 |
| 13       | «9 de diciembre de 2011»   | 7.615.000    | 20:50 - 22:40 |
| 14       | «16 de diciembre de 2011»  | 7.647.000    | 20:50 - 23:55 |